# Camillo Golgi
Camillo Golgi, italijanski histolog in zdravnik, * 7. julij, 1843, Córteno Golgi pri Brescii, Kraljestvo Lombardija-Venecija, † 21. januar, 1926, Pavia v Lombardiji, Italija.

## Mladost
Golgi, sin zdravnika, je končal medicino leta 1865 na Univerzi v Padovi. Nato se je odpravil raziskovat na Univerzo v Pavii. Sprva se je nagibal k psihiatriji, ko pa je prišel pod vpliv Rudolfa Virchowa, nemškega patologa, se je posvetil raziskovanju celice in tkiv.

## Golgijev aparatin raziskaveživčevja
Leta 1873 je objavil glavno odkritje svojega življenja. Celično barvanje so ponesli v svet znanstveniki, ko so Alexander Fleming, Robert Koch in Paul Ehrlich, vendar so ti uporabljali organska barvila, Golgi pa je v nasprotju z njimi vpeljal srebrove soli. Leta 1898 je v celicah možganov lesne sove, obarvanih s temi snovmi, odkril komponente, ki jih še danes imenujemo Golgijevi aparati.
Sčasoma je Golgi prilagodil svojo metodo barvanja za živčno tkivo in ugotovil, da je uporabna. Lahko je videl podrobnosti, ki jih prej ni videl nihče: med drugim je podrobno videl drobne izrastke živčnih celic. Tako je lahko razlikoval različne vrste Golgijevih aparatov, prav tako pa je lahko podprl Waldeyerja, nemškega anatoma, pri trditvi, da se izrastki različnih živčnih celic oz. nevronov med seboj ne dotikajo. V resnici so med njimi ozke špranje, imenovane sinapse. Današnje znanje o fini zgradbi živčnega sistema izhaja iz Golgijevega dela in iz raziskovanja Ramona y Cajala, španskega histologa, ki je nadaljeval njegovo tehniko. 
Golgi je bil leta 1879 imenovan za profesorja anatomije na univerzi v Sieni, naslednje leto pa so ga premestili na katedro za histologijo in patologijo na Univerzo v Pavii. Leta 1880 se je posvetil malariji, k čemer ga je izzvalo Laveranovo odkritje, da to obolenje povzroča pražival. Golgi je pokazal razliko med posameznimi oblikami bolezni.
Za svojo delo, ki ga je opravil na področju strukture živčnega sistema, je leta 1906 skupaj z Ramonom y Cajalom, s katerim se v teoretičnih pojmih ni nikakor strinjal, dobil Nobelovo nagrado za fiziologijo ali medicino.